# Joseph Patrick Kennedy
Pour les articles homonymes, voir Joseph Kennedy (homonymie).
Joseph Patrick Kennedy, Sr., dit Joe Kennedy, né le 6 septembre 1888 à Boston (Massachusetts) et mort le 18 novembre 1969 à Hyannis (Massachusetts), est un homme d'affaires, homme politique et diplomate américain. 
Père de John Fitzgerald Kennedy, 35e président des États-Unis, de Robert Francis Kennedy, procureur général des États-Unis et sénateur de l'État de New York, et d'Edward Moore Kennedy, sénateur du Massachusetts, il a été le patriarche de la famille Kennedy en son temps. Proche du président Franklin Delano Roosevelt, il a notamment été président de la nouvellement établie Securities and Exchange Commission de 1934 à 1935 et 44e ambassadeur des États-Unis au Royaume-Uni de 1938 à 1940.

## Biographie

### Jeunesse, études et vie familiale

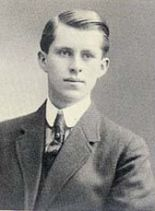
Photo d'école de Joseph Patrick Kennedy à la Boston Latin School.

Joseph Patrick Kennedy est né le 6 septembre 1888 à Boston. Ses parents étaient Patrick Joseph Kennedy dit P. J. (1858-1929), un tavernier important, élu démocrate de la Chambre des représentants puis du Sénat du Massachusetts, et Mary Augusta Hickey (1857-1923). Venant d'une famille de catholiques irlandais, il est mal considéré par les riches protestants, notamment à l'université. Après avoir obtenu son diplôme à l'université Harvard en 1912, il épousa la fille de John Francis Fitzgerald, maire démocrate de Boston, Rose Fitzgerald. Ensemble, ils eurent neuf enfants : Joseph Patrick, Jr., le futur président John Fitzgerald, Rosemary, Kathleen, Eunice, Patricia, Robert, Jean et Edward.
Son infidélité était notoire, même à un âge avancé et avec des femmes beaucoup plus jeunes que lui. Il entretint notamment une liaison avec l'actrice Gloria Swanson en 1927 et 1930.
À l'automne 1941, sur les conseils de deux médecins, Walter Jackson Freeman et James Watts, Joseph Kennedy fait pratiquer une lobotomie préfrontale sur sa fille Rosemary, alors âgée de 23 ans, convaincu que cette opération permettrait d'augmenter son QI et de limiter ses excès. Celle-ci devient handicapée mentale pour le reste de sa vie.

### Homme d'affaires

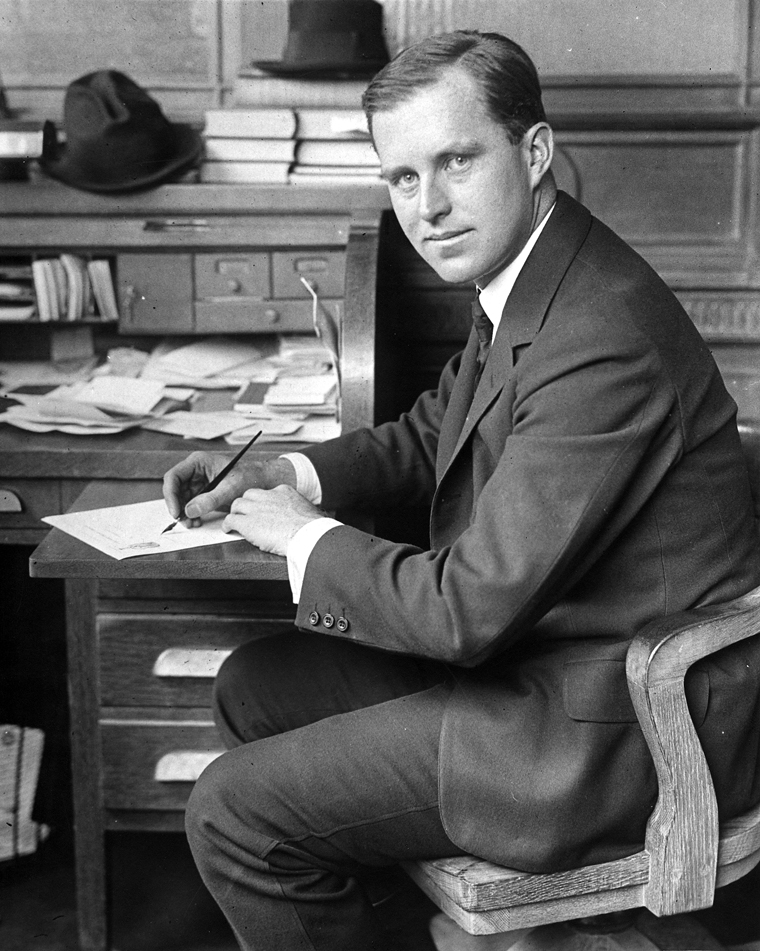
Joseph Patrick Kennedy, vers 1914, alors à la tête de la Columbia Trust Company, une banque d'affaires possédée en grande partie par son père.

Kennedy a été un homme d'affaires prospère dont les activités ont inclus la construction de navires, la banque (au sein de la Columbia Trust Company), le cinéma (la RKO Pictures), et la bourse. Il a notamment multiplié sa fortune grâce à certaines méthodes, alors légales, qui consistaient à acheter certains titres en masse  pour faire gonfler leurs cours puis les revendre avant l'éclatement de la bulle. Certains attribuent à cette pratique une partie de la responsabilité dans le krach de 1929, qui fut le point de départ de la Grande Dépression. Ironiquement, peu de temps après celle-ci, il fut nommé premier président de la Securities and Exchange Commission (SEC), un « gendarme » des marchés financiers, organe nouvellement créé par le président Franklin Delano Roosevelt au sein duquel il fut notamment chargé d'interdire ces pratiques,.
Dans son livre The Sins of the Father: Joseph P. Kennedy and the Dynasty He Founded, le journaliste Ronald Kessler (en) signale le témoignage du mafieux Frank Costello à un journaliste (avec qui il collaborait sur un livre de mémoires) qui déclarait qu'il avait fait des affaires avec Kennedy pendant la Prohibition, ce dernier y faisant de substantiels bénéfices dans la contrebande d'alcool,. L'historien David Nasaw (en) affirme qu'à ce jour[Quand ?], aucune preuve tangible n'a mis en évidence des liens entre Joseph Kennedy et l'importation illégale d'alcool pendant cette période. Mais Costello, à la fin de sa vie, réaffirme avoir travaillé avec Joseph Kennedy dans la vente d'alcool prohibé.
Selon le frère et la fille du mafieux Sam Giancana, il aurait été en relation avec la mafia de Chicago, qu'il a sollicitée plus tard, durant la campagne présidentielle de son fils, par l'intermédiaire de Sam. La mafia donnera 25 000 dollars pour cette campagne.

### Homme politique

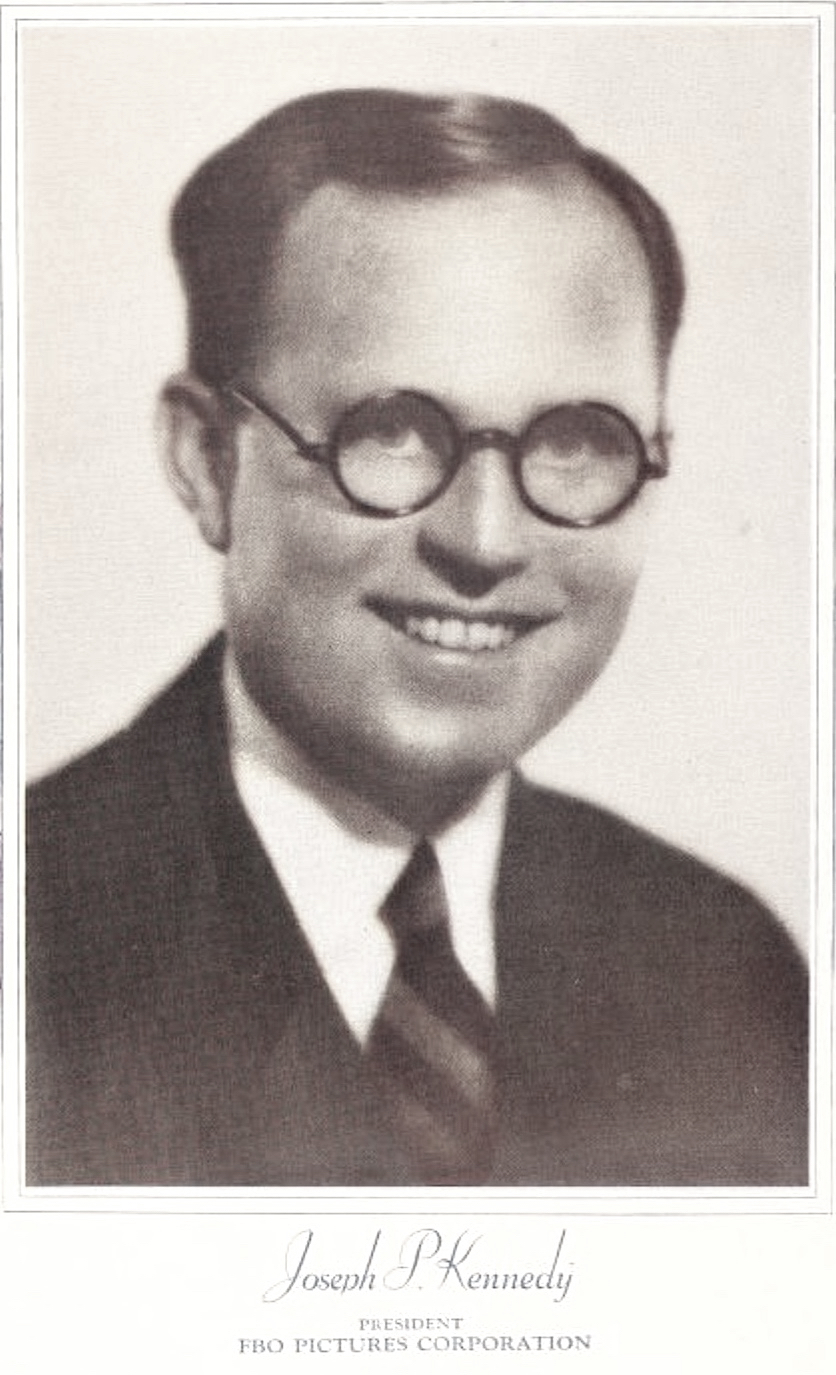
Joseph P. Kennedy en 1928.

Durant la Première Guerre mondiale, il a participé à l'effort de guerre comme directeur général des arsenaux de Fore River. À ce poste, il a refusé de livrer deux navires au secrétaire adjoint à la Marine Franklin Delano Roosevelt, n'ayant pas encore été payé par l'État fédéral.
Au niveau politique national, Kennedy a fait ses premières armes en soutenant Franklin Delano Roosevelt dans sa campagne pour la présidence en 1932, soutien dont il fut récompensé par sa nomination à la tête de la SEC. En 1934, le Congrès avait créé la Securities and Exchange Commission, une commission indépendante chargée de mettre fin aux manipulations irresponsables du marché et à la diffusion de fausses informations sur les valeurs mobilières. Malgré les critiques suscitées par sa nomination, Kennedy fit un bon travail à la tête de la SEC, ce grâce à sa connaissance des marchés financiers.
L'une de ses plus importantes réformes fut l'obligation faite aux sociétés de rendre régulièrement leurs comptes auprès de la SEC, règle qui brisait le monopole sur l'information que s'était construit la famille Morgan. Après avoir servi à ce poste plusieurs années, Kennedy en a démissionné en 1935. Le président Roosevelt lui demanda alors de présider la Commission maritime.

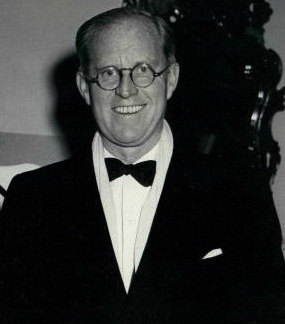
Joseph P. Kennedy en 1940.

En 1938, il fut nommé ambassadeur des États-Unis au Royaume-Uni. D'origine irlandaise, Kennedy avait peu de sympathie pour l'Angleterre. Au contraire, il voyait d'un œil favorable le comité America First dirigé par Charles Lindbergh, et d'autres activistes qui ne souhaitaient pas de guerre avec l’Allemagne d’Adolf Hitler. Il soutenait donc une politique isolationniste des États-Unis et appuyait la politique d'apaisement de Neville Chamberlain vis-à-vis d'Hitler. Discrédité à Londres et à Washington, il démissionna de son poste en 1940, par suite de son opposition à la décision de Roosevelt d'impliquer le pays dans la Seconde Guerre mondiale.

### Des ambitions politiques reportées sur ses fils
Joseph Kennedy nourrissait initialement de grandes ambitions politiques mais ses prises de position contre l'entrée en guerre contre l'Allemagne de Hitler et sa démission de son poste d'ambassadeur des États-Unis à Londres ont considérablement réduit ses chances de parvenir à la présidence. Parmi les grands espoirs politiques qu'il avait pour ses fils, il a transféré le sien sur son fils aîné, Joseph Patrick Kennedy, Jr., qu'il espérait devenir le premier président catholique des États-Unis. Mais Joseph Jr. fut tué au cours d'une mission aérienne pendant la guerre du pacifique. Tous ses espoirs se reportèrent alors sur John, qui remporta l'élection présidentielle en 1960.
Le 19 décembre 1961, Joseph Kennedy subit une attaque cérébrale qui le laissa hémiplégique.
L'assassinat de John en 1963 eut un effet terrible sur la famille et ce n'est qu'avec réticence que Joseph accepta de soutenir la candidature de son fils Robert à l’élection présidentielle de 1968, de peur de le perdre aussi. L'assassinat de Robert par Sirhan Sirhan pendant la campagne a malheureusement donné raison à ces réticences.
Joseph Kennedy est mort l'année suivante, le 18 novembre 1969, à l'âge de 81 ans, la veille de l'alunissage d'Apollo 12, deuxième mission du programme spatial lunaire que son fils John avait lancé.

## Mariage et descendance
Joseph Patrick Kennedy se marie à Rose Elizabeth Fitzgerald le 7 octobre 1914 à Boston. Ensemble ils auront 9 enfants.

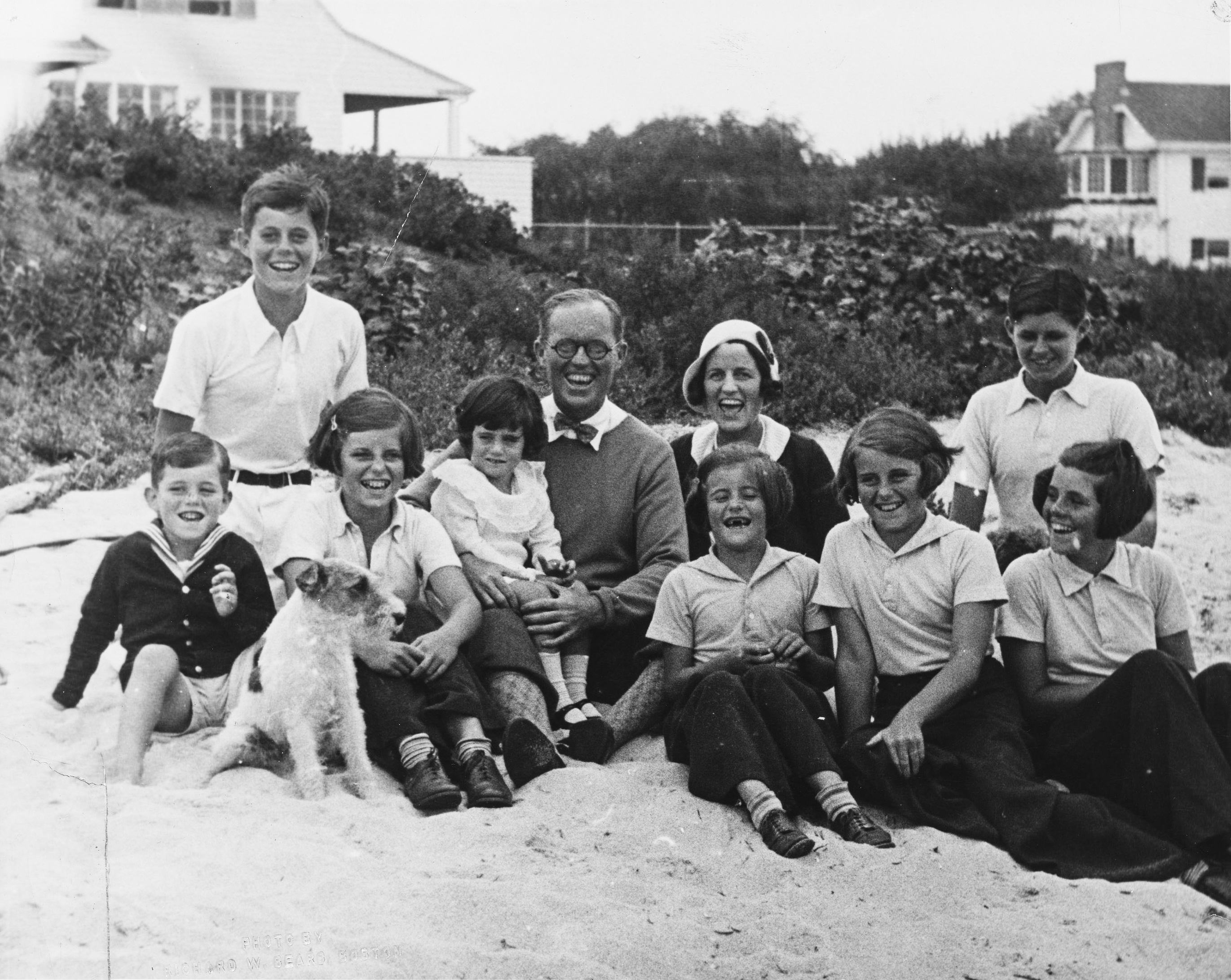
La famille de Joseph Kennedy,

| Nom                         | Date de naissance | Date de mort      | Enfants | Notes                                                                                         |
| --------------------------- | ----------------- | ----------------- | --- | --------------------------------------------------------------------------------------------- |
| Joseph Patrick Kennedy, Jr. | 25 juillet 1915   | 12 août 1944      | pas d'enfants | Mort durant la Seconde Guerre Mondiale                                                        |
| John Fitzgerald Kennedy     | 29 mai 1917       | 22 novembre 1963  | Arabella Kennedy Caroline Kennedy John Fitzgerald Kennedy, Jr. Patrick Bouvier Kennedy                             | 35e président des États-Unis Assassiné durant son mandat                                      |
| Rosemary Kennedy            | 13 septembre 1918 | 7 janvier 2005    | pas d'enfants | Devenue handicapée mentale à l'âge de 23 ans, à la suite d'une lobotomie décidée par son père |
| Kathleen Kennedy Cavendish  | 20 février 1920   | 13 mai 1948       | pas d'enfants | Morte dans un accident d'avion en France                                                      |
| Eunice Kennedy Shriver      | 10 juillet 1921   | 11 août 2009      | Maria Shriver Mark Shriver Timothy Shriver Robert Shriver Anthony Shriver                                          | Fondatrice des Jeux olympiques spéciaux                                                       |
| Patricia Kennedy Lawford    | 6 mai 1924        | 17 septembre 2006 | Christopher Lawford Victoria Lawford Sydney Lawford Robin Lawford                                                  |                                                                                               |
| Robert Francis Kennedy      | 20 novembre 1925  | 6 juin 1968       | Kathleen Kennedy Townsend Joseph P. Kennedy II Robert Francis Kennedy Jr. David Anthony Kennedy Mary Kerry Kennedy | Mort assassiné durant les primaires présidentielles                                           |
| Jean Kennedy Smith          | 20 février 1928   | 17 juin 2020      | Stephen Edward Smith III. Amanda Smith William Kennedy Smith Kym Smith                                             | Dernier enfant de Joseph Patrick Kennedy et de Rose Fitzgerald à mourir                       |
| Edward Moore Kennedy        | 22 février 1932   | 25 août 2009      | Kara Kennedy Edward Moore Kennedy Jr. Patrick J. Kennedy                                                           |                                                                                               |

## Dans les arts et la culture populaire

### Littérature

#### Roman
Joseph Kennedy est mis en scène dans la fiction uchronique Fatherland, de l'auteur britannique Robert Harris, où il est président des États-Unis. Dans le roman, il instaure en 1964 une détente entre l'Allemagne nazie et son pays, alors opposés par une guerre froide alternative. Joe Kennedy est également un des protagonistes des romans de Marc Dugain La Malédiction d'Edgar, qui se présente comme les mémoires de l'ancien numéro 2 du FBI, Clyde Tolson, et Ils vont tuer Robert Kennedy.

#### Bande dessinée
Il est le personnage central de Les Dossiers Kennedy en trois tomes, par Mick Peet (scénario) et Erik Varekamp (dessins),,,.

### Filmographie

#### Cinéma
- 2017 : Le Secret des Kennedy de John Curran (joué par Bruce Dern)

#### Télévision
- 2010 : Maitres et Valets, joué par William Hope.
- 2011 : Les Kennedy de Jon Cassar, joué par Tom Wilkinson
- 2014 : Boardwalk Empire, saison 5, joué par Matt Letscher

## Annexe